# Polichne spinulosa
Polichne spinulosa is een rechtvleugelig insect uit de familie sabelsprinkhanen (Tettigoniidae). De wetenschappelijke naam van deze soort is voor het eerst geldig gepubliceerd in 1879 door Karl Brunner-von Wattenwyl. De soort werd gevonden in Rockhampton in Queensland (Australië).